# Врагољанка
Врагољанка је југословенски филм, снимљен 1919. године у режији Алфреда Гринхута, који је и глумио у филму.

## Улоге
| Глумац         | Улога |
| -------------- | ----- |
| Алфред Гринхут |       |
| Анка Репутин   |       |
| Хинко Нучић    |       |
| Јосип Павић    |       |
| Нина Вавра     |       |
| Тонка Савић    |       |
| Зорка Грунд    |       |
| Арношт Грунд   |       |